# Clairmarais
Clairmarais (flämisch: Klommeres) ist eine französische Gemeinde im Département Nord in der Region Hauts-de-France. Sie gehört zum Arrondissement Saint-Omer und zum Kanton Saint-Omer.
Die Gemeinde Clairmarais liegt im Regionalen Naturpark Caps et Marais d’Opale an der Grenze zum Département Nord, fünf Kilometer nordöstlich von Saint-Omer. Sie grenzt im Norden an Noordpeene, im Nordosten an Zuytpeene, im Osten an Bavinchove, im Südosten an Renescure, im Süden an Arques, im Westen an Saint-Omer und im Nordwesten an Nieurlet. Die Bewohner nennen sich Clairmaraisiens.

## Bevölkerungsentwicklung
| Jahr                       | 1962 | 1968 | 1975 | 1982 | 1990 | 1999 | 2006 | 2014 | 2022 |
| -------------------------- | ---- | ---- | ---- | ---- | ---- | ---- | ---- | ---- | ---- |
| Einwohner                  | 397  | 410  | 480  | 598  | 687  | 689  | 656  | 638  | 579  |
| Quellen: Cassini und INSEE |      |      |      |      |      |      |      |      |      |

## Sehenswürdigkeiten
- Reste des ehemaligen Klosters Clairmarais, ein unmittelbares Tochterkloster des Klosters Clairvaus, gegründet 1140
- Gutshof der ehemaligen Abtei von Clairmarais
- Landwirtschaftsmuseum

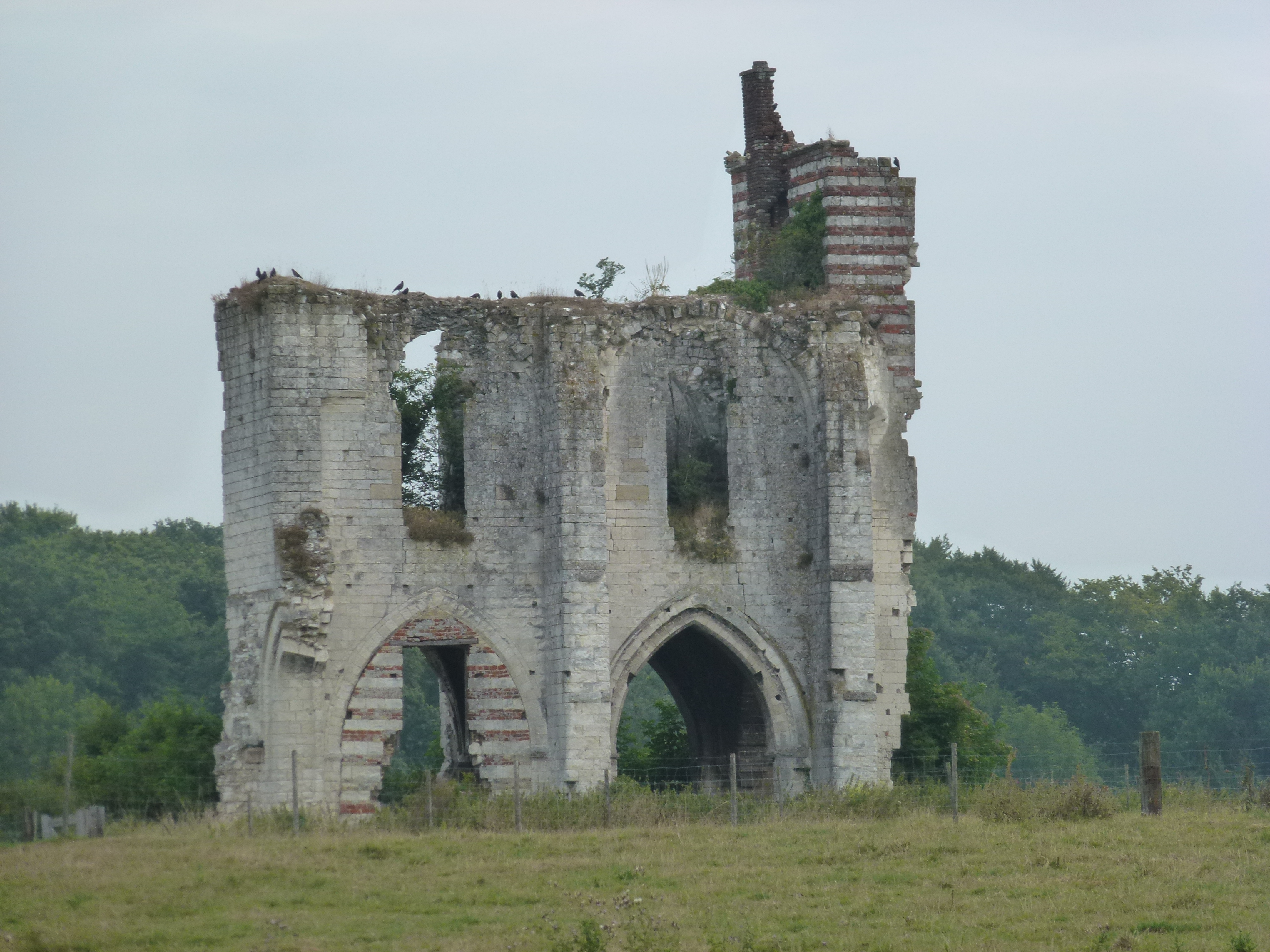
Reste der ehemaligen Abtei Clairmarais
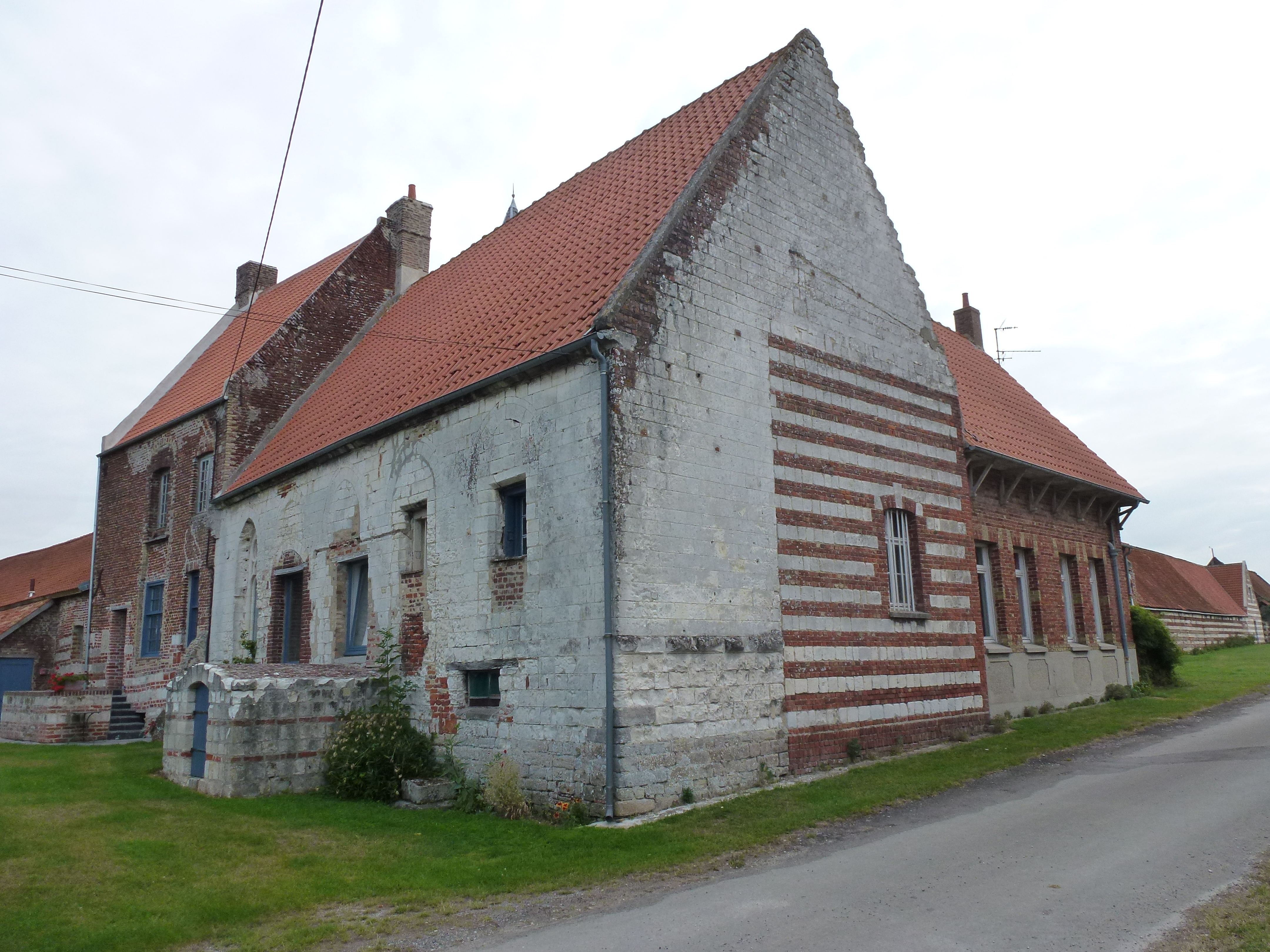
Ehemalige Abtei Clairmarais
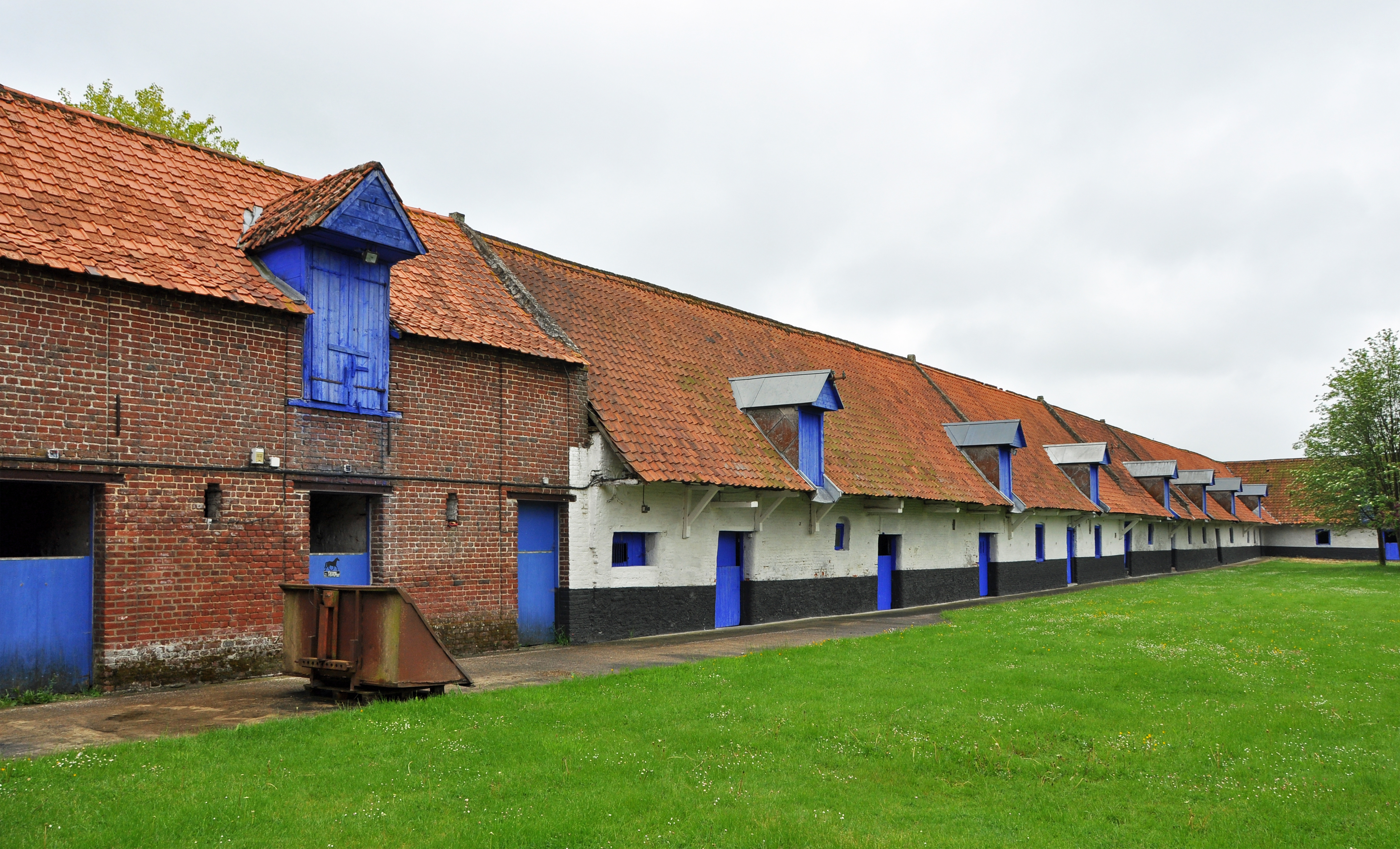
Gutshof der ehemaligen Abtei